# Grande Prêmio Brasil Caixa de Atletismo 2012
Grande Prêmio Brasil Caixa de Atletismo 2012 – mityng lekkoatletyczny, który rozegrano 20 maja (dzień wcześniej odbyły się konkursy rzutu młotem) w Rio de Janeiro. Zawody były kolejną odsłoną cyklu World Challenge Meetings rozgrywanego pod egidą IAAF.

## Rezultaty

### Mężczyźni
| Konkurencja:               | 1. miejsce                                                                            | Rezultat | 2. miejsce                                                             | Rezultat | 3. miejsce                                                                                    | Rezultat |
| Bieg na 100 m              | Emmanuel Callender                                                                    | 10,07    | Dexter Lee                                                             | 10,21    | Gerald Phiri                                                                                  | 10,22    |
| Bieg na 400 m              | Anderson Henriques                                                                    | 46,12    | Pedro Luis de Oliveira                                                 | 46,45    | Kerron Clement                                                                                | 46,53    |
| Bieg na 800 m              | Anthony Chemut                                                                        | 1:45,27  | Diego Diniz Gomes                                                      | 1:45,62  | Rafith Rodríguez                                                                              | 1:45,71  |
| Bieg na 110 m przez płotki | Richard Phillips                                                                      | 13,63    | Ronald Brookins                                                        | 13,71    | Dominic Berger                                                                                | 13,71    |
| Bieg na 400 m przez płotki | Kurt Couto                                                                            | 49,71    | Andrés Silva                                                           | 49,78    | Hederson Estefani                                                                             | 50,48    |
| Sztafeta 4 x 100 m         | Brazylia · Carlos de Moraes · Sandro Viana · Nílson Andrè · Diego Henrique Cavalcante | 38,63    | Drużyna mieszana Dexter Lee Marc Burns Emmanuel Callender Gerald Phiri | 38,87    | Bahamy · Derrick Atkins · Jamial Rolle · Jonathan Farquharson · Ryan Penn                     | 39,36    |
| Sztafeta 4 x 400 m         | Wenezuela · Albert Bravo · Arturo Ramírez · José Meléndez · Omar Longart              | 3:01,88  | Kuba · Noel Ruíz · Raidel Acea · Orestes Rodríguez · William Collazo   | 3:02,21  | Brazylia · Pedro Luis de Oliveira · Kléberson Davide · Hederson Estefani · Anderson Henriques | 3:05,48  |
| Trójskok                   | Alexis Copello                                                                        | 17,17    | Osviel Hernández                                                       | 16,83    | Yoandri Betanzos                                                                              | 16,51    |
| Rzut dyskiem               | Ronald Julião                                                                         | 65,41 NR | Jorge Fernández                                                        | 63,89    | Germán Lauro                                                                                  | 60,48    |
| Rzut młotem                | Dilszod Nazarow                                                                       | 76,97    | Siarhiej Kałamojec                                                     | 75,77    | Roberto Janet                                                                                 | 71,65    |

### Kobiety
| Konkurencja:                  | 1. miejsce                                                                               | Rezultat | 2. miejsce                                                                            | Rezultat | 3. miejsce                                                                            | Rezultat |
| Bieg na 100 m                 | Rosângela Santos                                                                         | 11,21    | Sheniqua Ferguson                                                                     | 11,30    | Lauryn Williams                                                                       | 11,32    |
| Bieg na 400 m                 | Geisa Coutinho                                                                           | 51,79    | Joelma Sousa                                                                          | 52,24    | Jailma de Lima                                                                        | 53,50    |
| Bieg na 3000 m z przeszkodami | Salima Alami                                                                             | 9:31,03  | Mekdes Bekele                                                                         | 9:40,62  | Angela Figueroa                                                                       | 9:42,71  |
| Bieg na 100 m przez płotki    | Nichole Denby                                                                            | 13,24    | Giselle de Albuquerque                                                                | 13,30    | Lina Florez                                                                           | 13,60    |
| Sztafeta 4 x 100 m            | Brazylia "A" · Ana Claudia da Silva · Vanda Gomes · Evelyn dos Santos · Rosângela Santos | 43,01    | Kolumbia "B" · Lina Flores · Alejandra Idrovo · Nelcy Caicedo · Darlenis Obregón      | 43,58    | Bahamy · Chandra Sturrup · Antonique Strachan · Sheniqua Ferguson · Christine Amertil | 43,97    |
| Sztafeta 4 x 400 m            | Brazylia "A" · Geisa Coutinho · Lucimar Teodoro · Joelma Sousa · Jailma de Lima          | 3.31,79  | Kolumbia "A" · Janeth Largacha · Melisa Torres · Rosangélica Escobar · Evelyn Aguilar | 3.36,78  | Kolumbia "B" · Nelcy Caicedo · Alejandra Idrovo · Darlenis Obregón · Lina Flores      | 3.37,01  |
| Skok o tyczce                 | Yarisley Silva                                                                           | 4,60     | Fabiana Murer                                                                         | 4,50     | Dailis Caballero                                                                      | 4,40     |
| Skok w dal                    | Maurren Maggi                                                                            | 6,69     | Keila Costa                                                                           | 6,58     | Eliane Martins                                                                        | 6,53     |
| Rzut młotem                   | Jessica Cosby                                                                            | 71,80    | Marina Marghieva                                                                      | 71,34    | Jenny Dahlgren                                                                        | 70,45    |
| Rzut oszczepem                | Laila e Silva                                                                            | 60,21    | Yainelis Ribeaux                                                                      | 57,02    | Jucilene de Lima                                                                      | 56,48    |

## Rekordy
Podczas mityngu ustanowiono 2 krajowe rekordy w kategorii seniorów:
| Zawodnik        | Reprezentacja | Konkurencja                        | Rezultat |
| --------------- | ------------- | ---------------------------------- | -------- |
| Ronald Julião   | Brazylia      | rzut dyskiem                       | 65,41    |
| Ángela Figueroa | Kolumbia      | bieg na 3000 metrów z przeszkodami | 9:42,71  |